# Plomb (projectile)
Pour les articles homonymes, voir Plomb (homonymie).
Ne doit pas être confondu avec Grenaille de plomb.

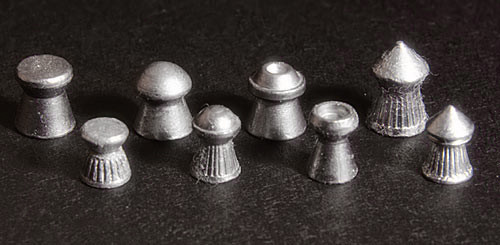
Outre le modèle classique, dit « diabolo », divers modèles existent : à tête plate, à tête plate et à talon, à pointe mousse, conique, conique tronquée à talon, torpedo.

Un plomb ou diabolo est un projectile destiné à être tiré par une arme à air comprimé. Son nom vient du métal le plus couramment utilisé pour le réaliser : le plomb. La forme en « jupe » de sa partie arrière, en métal mou, assure l'étanchéité avec le canon de l'arme, parce qu'elle tend à s'évaser sous la pression de l'air comprimé. Le projectile est ainsi propulsé avec le maximum de vélocité. Le plomb étant fait d'un métal mou auto-lubrifiant, il glisse dans le canon de l'arme en limitant l'usure de ce dernier.

## Description
Les diabolos les plus courants sont en calibre 4,5 mm (calibre .177) ou 5,5 mm (calibre .22) et pèsent environ 0,5 g pour les premiers et 1 g pour les seconds. Les diabolos de 4,5 mm sont utilisés pour le tir de compétition à 10 mètres, au pistolet et à la carabine à air comprimé. Ces armes, ainsi que celles de loisir ou de chasse, donnent des vitesses de sortie comprises entre 100 et 350 m/s selon leur puissance.
Ces munitions présentent l'intérêt d'être peu coûteuses et de pouvoir être récupérées pour servir à la fabrication de nouveaux diabolos. Cette fabrication est opérée par matriçage, car les dimensions réduites de ces munitions (quelques millimètres) n'autorisent pas un moulage direct.

## Forme
Bien qu'il existe des plombs sphériques et ogivaux, le plomb « diabolo » est sans doute le modèle le plus fréquemment rencontré. Il tient son nom de sa forme de sablier rappelant le diabolo de jonglerie.
On appelle la partie supérieure (fermée) la tête et la partie inférieure (ouverte ou creuse) la jupe.
On trouve une grande variété de formes de tête : plate, arrondie, pointue (ou dite conique), creusée, renforcée en métal dur, coiffée de pointes en plastique, etc. Au même titre que les munitions, chaque type de plomb a un emploi spécifique. Par exemple, les plombs à tête creuse s'écrasent lors de l'impact afin de transférer une maximum d'énergie cinétique sur la cible, ce qui peut provoquer une lésion importante dans les tissus mous d'un gibier, mais leur profondeur de pénétration est nettement inférieure à celle d'un plomb perforant à tête dure.
La jupe, quant à elle, est toujours fine et évasée, formant un creux à l'arrière du projectile. Faite d'un matériau souple et déformable (comme le plomb ou le plastique), elle est conçue pour être plaquée contre les parois du canon par la pression de l'air comprimé lors du tir, ce qui garantit une étanchéité satisfaisante. Dans les armes à canon rayé, donc en spirale, c'est aussi ce contact jupe-canon qui donne sa rotation au projectile. Certains diabolos présentent une jupe striée, tandis que d'autres ont une jupe lisse. Il n'est pas prouvé qu'il y ait davantage de précision au tir avec l'un ou l'autre type, mais notons simplement que les jupes striées sont souvent observées sur des munitions bon marché, tandis que les jupes lisses sont systématiques sur les plombs de qualité destinés à la compétition. Il existe également des diabolos formés d'une jupe plastifiée et d'une tête en métal plus ou moins dur, tel que l'aluminium. Améliorant l'étanchéité dans le canon, ces plombs sont surtout destinés à améliorer les effets à la cible : perforation, vitesse d'impact. L'utilisation d'une jupe plastifiée augmentera la vitesse du diabolo, minimisant le frottement dans le canon, mais risque de créer une usure prématurée dans la chambre de compression du piston, et laissera des résidus de plastique dans le canon.
Dans le cas d'une carabine puissante (plus de 20 joules), l'utilisation de diabolo plus lourd est prescrit pour la durée de vie de la carabine. À noter que la portée du diabolo sera plus importante mais sa vitesse sera réduite (tir subsonique). Contrairement à ce que l'on pourrait croire, les têtes pointues ne sont pas les plus « pénétrantes », car la tête est trop fragile et s'écrase à l'impact. On leur préférera une tête arrondie, qui concilie performance aérodynamique et puissance d'impact. Les têtes creuses (ou hollow point) sont destinées à la chasse de par leur effet expansif à l'impact. Les têtes plates conviennent parfaitement au tir sur cible, car elles découpent nettement le carton à la manière d'un emporte-pièce. Cela forme des trous aux bords nets qui facilitent la lecture de la cible.

## Comportement
Le choix du plomb qui est un métal tendre n'est pas innocent : sa ductilité lui permet de ne pas abîmer le canon et de limiter le risque de ricochet après contact avec la cible. Les plombs ont tendance à se déformer lors de l'impact avec la cible sur un matériel dur ou de la pénétrer sur une surface molle (Diabolo avec tête en pointe préférablement). Ces deux possibilités entraînent une perte d'énergie et donc une réduction de la vitesse de rebond ou son annulation. Si le tir est effectué à une distance raisonnable, en tenant compte du matériel visé et de la puissance de l'arme, cette caractéristique permet de réduire de manière notable le risque de retour du projectile. Cette caractéristique offre cependant l'effet indésirable dans certaines circonstance de se fragmenter.
Les plombs sont conçus pour être tirés à vitesse subsonique. Une vitesse excessive peut entraîner des déformations, voire des cassures néfastes pour la précision de la trajectoire. Plus le plomb se rapproche de la vitesse du son, plus sa trajectoire devient instable ; si bien que plusieurs fabricants proposent des plombs renforcés pour les armes de haute puissance. Ces plombs plus lourds se déplacent donc toujours à vitesse subsonique, mais avec une plus grande inertie, ce qui leur confère une meilleure stabilité de trajectoire et conserve une partie importante de la vitesse initiale sur un rayon d'action plus long.

## Comparaison avec les balles classiques
- Un plomb diffère d'une balle par les pressions auxquelles il est soumis : une balle supporte plusieurs centaines d'atmosphères tandis que les armes à air comprimé fonctionnent à des pressions de l'ordre de 50 atmosphères.
- Les armes à feu utilisent des balles d'un diamètre très légèrement supérieur à leur calibre : ainsi la balle s'écrase contre le canon et forme un joint étanche. Ce n'est pas le cas des plombs qui ont une taille légèrement inférieure au diamètre du canon.
- Comme les armes à air comprimé ont parfois des canons lisses, les plombs doivent adopter une trajectoire stable même sans rotation.

## Inconvénients

### Risques de blessure
Contrairement à une idée reçue, les armes à air comprimée sont dangereuses, voire mortelles, notamment vis à vis des enfants dont la peau, les muscles et les os (crâniens notamment) sont plus fins.
Les plombs ont une tendance à se fragmenter contre les surfaces dures (ou - pour certains modèles de diabolos - en pénétrant la chair), pouvant aussi entraîner des blessures aux yeux si le tir est effectué trop près du tireur ou d'une autre personne ou dans leur direction (les fragments de plomb qui ont pénétré l'œil sont très difficiles à retirer alors qu'une grenaille de fer ou d'acier peut éventuellement plus facilement être retirée ou déplacée au moyen d'un aimant ou d'un électroaimant, et dans les deux cas le fragment est visible à la radiographie (les corps étrangers dans l'œil sont la principale cause de baisse d'acuité visuelle chez le sujet jeune (parfois un œil est perdu) ; les ophtalmologistes constatent que ces blessures aux yeux proviennent le plus souvent de diabolos, de grenaille de chasse ou de pistolet à grenaille.

### Toxicité
Outre le risque de blesser un être vivant (risque commun à toutes les armes de tir et de jet), notamment au niveau des yeux ou du crâne chez l'enfant, ce projectile est aussi source d'un danger « chimique ».
En effet, le plomb est un élément toxique de la classification périodique des éléments, connu pour ses effets sur l'Homme (saturnisme) et les écosystèmes (saturnisme animal, pollution…). Or, les diabolos sont peu récupérés ou recyclés, notamment après leur utilisation en plein air dans l'environnement. 

De plus les entrainements sur cible accrochée à un arbre, en extérieur sont courants[réf. nécessaire]. Le plomb fiché dans le bois ou l'écorce sera transformé en vapeur toxique de plomb si le bois est ensuite brûlé, scié ou usiné.
La toxicité des diabolos concerne aussi le tireur. Quand le diabolo est propulsé dans le canon du fusil ou du pistolet, l'élévation de température n'est pas suffisante pour provoquer la sublimation du plomb ou un dégagement significatif de vapeurs nocives, mais le métal mou perd un peu de matière par frottement. 

De simples précautions de ventilation et de nettoyage des mains après manipulation suffisent. Les plombs peuvent cependant posséder des additifs ou impuretés le cas échéant (arsenic, antimoine qui lui sont ajoutés pour le durcir). En cas d'accident causé par une arme puissante ; à la différence des munitions en cuivre ou en laiton par exemple, la plaie peut occasionner un empoisonnement par les particules de plomb que l'impact libère dans les tissus organiques.
Des tireurs peuvent chroniquement involontairement s'empoisonner en s'entrainant sur des cibles dures dans des pièces non ventilées avec des armes puissantes, et/ou en prenant l'habitude de tenir entre leurs lèvres ou leurs dents (voire dans la bouche) un petit nombre de diabolos, pour pouvoir plus facilement et rapidement recharger leur arme. Il a en effet été montré en 2002 que la salive peut contribuer à solubiliser et faire passer un peu de plomb vers le système digestif et de là dans le reste de l'organisme. C'est notamment le cas chez les enfants qui risquent alors d'être affecté par un saturnisme chronique : Dans certaines communautés amérindiennes et inuit où la chasse reste une tradition culturellement très ancrée et une source essentielle de protéines, il est très courant que les enfants aient accès assez jeunes à une arme à air comprimé avant d'être autorisé à utiliser un fusil de chasse. Des observateurs avaient remarqué que certains de ces enfants, entre deux rechargement stockaient entre les dents ou dans la bouche un ou plusieurs projectiles pour pouvoir recharger l'arme plus vite. Il s'est ensuivi une étude qui a porté sur 144 écoliers des Premières nations de la région ouest de la Baie James, parmi lesquels 152 ont pu participer (95 %). Près de la moitié des participants (41 %) ont déclaré avoir utilisé des fusils ou pistolets à plomb (71 % étaient des garçons et 17 % des filles) ; 52 % de ces élèves ont dit stocker des plombs dans leur bouche entre deux tirs (60 % des garçons et 29 % des filles utilisant ces armes). Par des analyses de salive l'étude a montré que cette habitude c'est une source significative et supplémentaire au plomb pour ces enfants (déjà surexposés en raison d'une consommation plus élevée que la moyenne de gibier tué par des projectiles au plomb toxique) et sachant que 40 à 50 % du plomb ingéré est considéré comme absorbé par les enfants, ce qui est bien plus que chez les adultes ; Le plomb salivaire augmentait de jusqu'à 8 fois après la mise en bouche de seulement deux plombs/diabolos, passant de 1,5± 1,7µg/L à 12,4±5,7mg/L).
Une étude a porté sur le rôle éventuel d'un plomb ayant accidentellement pénétré la vessie, en termes de risque de formation de calcul dans les voies urinaires (Lithiase urinaire). Un diabolo de plomb pour carabine à air comprimé, préalablement désinfecté, a été implanté dans la vessie d'un chat. Après 2 ans, il ne servait toujours pas de noyau de formation à un calcul, il peut par contre être cause de cystite.
Une alternative possible au plomb est l'utilisation de fléchettes à plumeau colorées (moins précises toutefois que les diabolo[réf. nécessaire]). Elles permettent en outre d'attribuer la réussite d'un tir au bon tireur lorsque plusieurs tireurs tirent sur la même cible, mais en endommageraient plus les canons[réf. nécessaire] car constituées d'un métal plus dur.